# Фушунь (уезд, Ляонин)
Фушу́нь (кит. упр. 抚顺, пиньинь Fǔshùn) — уезд городского округа Фушунь провинции Ляонин (КНР).

## История
Во времена империи Мин в 1384 году был построен укреплённый городок Фушунь, а в 1388 году организована «Фушуньская охранная тысяча» (抚顺千户所).
Во времена империи Цин эти места входили в состав уезда Чэндэ (承德县). В 1902 году восточная часть уезда Чэнда была выделена в отдельный уезд Синжэнь (兴仁县). В 1908 году власти уезда Синжэнь переехали в Фушунь, и уезд был переименован в Фушунь. В 1952 году уезд Фушунь был расформирован, но в 1961 году был создан вновь.

## Административное деление
Уезд Фушунь делится на 4 посёлка, 6 волостей и 2 национальные волости.

## Соседние административные единицы
Уезд Фушунь граничит со следующими административными единицами:
- Городской округ Телин (на севере)
- Районы Шуньчэн, Дунчжоу и Ванхуа (на северо-западе)
- Город субпровинциального значения Шэньян (на западе)
- Городской округ Бэньси (на юге)
- Синьбинь-Маньчжурский автономный уезд (на востоке)
- Цинъюань-Маньчжурский автономный уезд (на северо-востоке)